# Allersheim (Holzminden)
Allersheim ist ein Ortsteil von Holzminden, der Kreisstadt des Landkreises Holzminden in Niedersachsen. 

## Geographie
Der Ort liegt nordöstlich der Kernstadt an der Landesstraße L 584. Zwischen Kernstadt und Allersheim verläuft die B 64, von der die B 497 in südlicher Richtung abzweigt. Die Weser verläuft westlich in 2 km Entfernung.

## Geschichte
1150 wurde ein im Bereich des heutigen Allersheim gelegenes Dorf Elersem urkundlich erwähnt, das wahrscheinlich schon im Frühmittelalter bestanden hatte. Es gehörte zur Homburg und kam in den folgenden Jahrzehnten, nachdem auch Heinrich der Löwe Zehntrechte abgegeben hatte, an das Kloster Amelungsborn. Zur effizienteren Bewirtschaftung wurde der Landbesitz durch mehrere Käufe und Schenkungen sowie durch Tausch vergrößert, woran die Edelherren von Homburg, die Grafen von Everstein und Pyrmont sowie Bischöfe von Paderborn und Äbte von Corvey beteiligt waren. Durch Bauernlegen wandelten die Mönche die Hofsiedlung in ihr größtes Vorwerk um. 1327 schenkte Ernst I. ein zwischen Allersheim und Rotem Wasser liegendes Waldstück. Heinrich II. brachte das Vorwerk 1549 durch Tausch in seinen Besitz. Daraufhin begann die Aufsiedlung einiger umliegender Wüstungen wie Braak.
1606 wurde das Vorwerk an Statius von Münchhausen verpfändet und 1620 an Heinrich von Mengersen verkauft, der in Schwalenberg begütert war. Bereits 1649 kam es wieder an den Landesfürsten, August II., zurück. Unter diesem machte man 1649/51 aus dem Amt Fürstenberg das Amt Holzminden. Dazu gehörten die Orte Allersheim, Altendorf, Arholzen, Merxhausen, Deensen und Lobach. 1654 wurde der Amtssitz an den Hof Allersheim verlegt, so dass sich der Name Amt Allersheim durchsetzte. 1685 gehörten Deensen und Lobach nicht mehr zu dem Amt, dafür kam das herzogliche Jagdhaus Neuhaus dazu. 1756 wurde das Amt um Schorborn erweitert.
Nach dem Siebenjährigen Krieg schlug der ehrgeizige Philipp Christian Ribbentrop eine Aufsiedlung der Gemarkung Allersheim vor, die zuvor auf Veranlassung Karls I. vermessen worden war. Das Projekt lehnte man nach einer Konferenz unter Vorsitz von Heinrich Bernhard Schrader von Schliestedt wegen Kostenbedenken ab, beförderte aber Ribbentrop. Mit der Zugehörigkeit zum Departement der Leine 1807 erlosch das Amt Allersheim. In dem nachfolgenden Herzogtum Braunschweig waren die Orte den Kreisämtern Holzminden und Stadtoldendorf zugeteilt.

## Wirtschaft

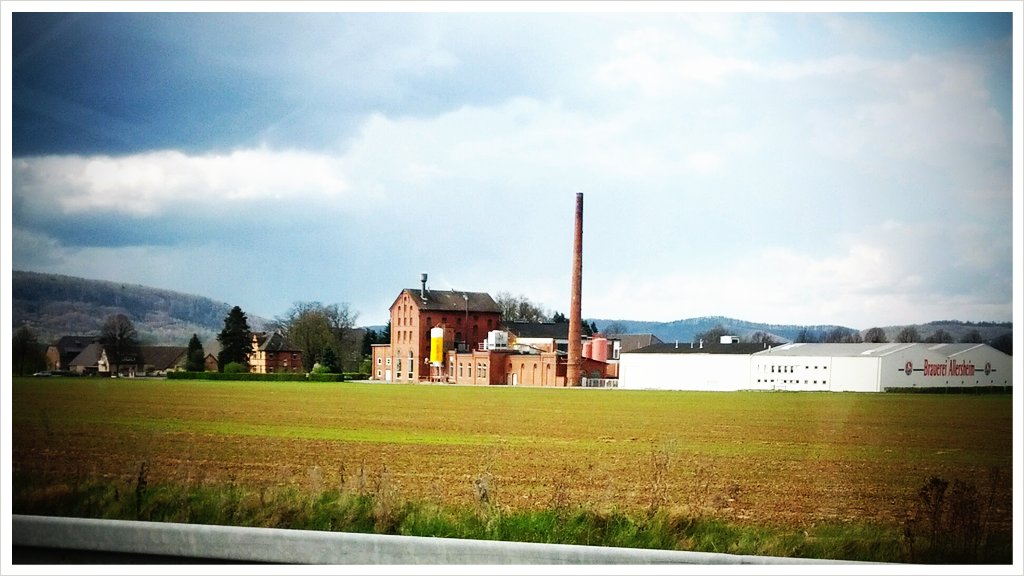
Die Brauerei Allersheim

Beim heutigen Gut Allersheim handelt es sich um ein größeres landwirtschaftliches, 1934 der Stiftung Braunschweigischer Kulturbesitz zugeteiltes Anwesen mit zugehörigem Gutshaus, also dem Herrenhaus.
Überregional bekannt ist der Ort durch die Brauerei Allersheim.

## Persönlichkeiten
- Karl Gustav von Hille (* vor 1590 in Zachan in Hinterpommern; † September 1647 in Allersheim), Hofbeamter und Schriftsteller
- Friedrich Christian Wackerhagen (1741–1790), 1767 Amtmann in Allersheim, 1777 Oberamtmann, 1782Amtsrat